# Filtro (bebida)

Filtro de amor, Evelyn de Morgan

Se llama filtro, poción de amor, filtro de amor  o filtro amoroso a una bebida o hechizo amatorio. 
Los demonólogos hablan de ciertos filtros supersticiosos, para cuya composición invocaban los antiguos el socorro de las divinidades infernales. Hacían entrar en su composición unas hierbas y otras materias como el pescado llamado rémora, algunos huesos de rana, el hipomanes, etc. 
Otros se valían o hacían entrar en estas bebidas recortes de uñas humanas, ciertos reptiles, polvos de metales, intestinos de determinados animales y otras cosas semejantes habiendo llegado la avilantez y profanación de algunos en mezclarlas con objetos sagrados como agua bendita, reliquias de santos, etc. 